# Raúl Peña
Raùl Peña, né le 21 mars 1977 à Madrid, est un acteur espagnol principalement connu pour le rôle de Jéronimo dans la série Un, dos, tres.

## Biographie
Raul Peña a suivi des études d'art dramatique qu’il a complétées par de nombreux stages de théâtre, dont ceux prestigieux de José Carlos Plaza et Mariano Barroso. C'est d'ailleurs sur les planches qu'il commence sa carrière d'acteur en 1995. Il y enchaîne les pièces, dont "Romeo et Julieta" dirigé par Paco Suárez, "noches de amor efimiero" et la reprise du film musical espagnol à succès "el otro lado de la cama".
Parallèlement à sa carrière théâtrale, il fait quelques apparitions à la télévision et au cinéma, notamment dans le film Gente Pez de Jorge Iglesias, ainsi que "caotica ana" et "candida" qui sont en post production.
C'est la série télévisée Un, dos, tres (Un paso adelante en version originale), qui l'a révélé. Il y interprétait le rôle de Jeronimo Ruiz de la saison 2 à la saison 5. Il a également joué le rôle de Edu dans la série SMS, des rêves plein la tête (Sin Miedo a Soñar), pour la chaîne La Sexta, de 2006 a 2007. Il tourne également, pour la même chaîne, dans la série Malas Compañías.
En 2011. il intègre la distribution de la série La Señora avec Adriana Ugarte. La série est ensuite déclinée en spin off.
En 2014, il obtient un rôle régulier dans la série Victor Ros sur Tve qui s'achève après une saison pour jouer le rôle de Carmelo Leal dans la série El Secreto de Puente Viejo.

## Filmographie

### Série télévisée
- 1999 : Desesperado club social de Manu Gil : Correcaminos (15 épisodes).
- 2000-2001 : Antivicio de Vicente Torres : Javier (13 épisodes).
- 2002 : Hospital Central de José María Caro : Luis (1 épisode).
- 2002 : Periodistas de Begoña Álvarez Rojas et David Molina Encinas: Manuel (2 épisodes).
- 1998-2002 : Compañeros de Manuel Valdivia, César Rodríguez Blanco, Guillermo Fernández Groizard, César Vidal, Manuel Ríos San Martín, Pablo Barrera, José Ramón Ayerra et Jesús del Cerro. Torres : PC / Carolo (29 épisodes).
- 2002-2004 : Un, dos, tres de Daniel Écija et Ernesto Pozuelo : Jero (47 épisodes).
- 2006 : Matrimonio con hijos de Ricardo A. Solla (2 épisodes).
- 2006 : Estudio 1 de Gustavo Jiménez : Andrés (1 épisode).
- 2006-2007 : SMS, sin miedo a soñar de Ernesto Pozuelo, Daniel Écija et Carmen Ortiz : Edu (47 épisodes).
- 2007 : El comisario de Alfonso Arandia : Bruno (1 épisode).
- 2008-2010 : La señora de Virginia Yagüe : Hugo de Viana (38 épisodes).
- 2011 : 14 de abril. La República de Virginia Yagüe : Hugo de Viana (11 épisodes).
- 2014 : Los misterios de Laura de Javier Holgado et Carlos Vila : Javier Sancho (2 épisodes).
- 2014 : Ciega a citas de Juan Manuel Manzanares : David (9 épisodes).
- 2015 : Habitaciones cerradas de Lluís Maria Güell : Juan Lax (2 épisodes).
- 2014-2016 : Víctor Ros de Daniel Calparsoro, Carlos Navarro Ballesteros et Gracia Querejeta : Juan Rosales (3 épisodes).
- 2014-2017 : El secreto de Puente Viejo de Aurora Guerra : Carmelo Leal (113 épisodes).
- 2024 : Machos Alfa (Netflix)